# Rambong Pinto
Rambong Pinto is een bestuurslaag in het regentschap Aceh Barat van de provincie Atjeh, Indonesië. Rambong Pinto telt 66 inwoners (volkstelling 2010).